# Dendrobium masarangense
Dendrobium masarangense är en orkidéart som beskrevs av Rudolf Schlechter. Dendrobium masarangense ingår i släktet Dendrobium, och familjen orkidéer.

## Underarter
Arten delas in i följande underarter:
- D. m. masarangense
- D. m. theionanthum
- D. m. chlorinum